# Jambai Makmur
Jambai Makmur is een bestuurslaag in het regentschap Siak van de provincie Riau, Indonesië. Jambai Makmur telt 4290 inwoners (volkstelling 2010).